# کریستین شپرد
دکتر کریستین شپرد (به انگلیسی: Dr. Christian Shephard) یکی از شخصیت‌های خیالی مجموعه تلویزیونی لاست است که ایفاگر این شخصیت جان تری، بازیگر آمریکایی می‌باشد. کریستین پدر جک شپرد و کلیر لیتلتون است. وی دکتر ستون فقرات است.
پس از مرگ کریستین (بر اثر نوشیدن بیش از حد مشروبات الکلی)، جک در هواپیما اوشیانیگ ۸۱۵ سوار شد تا تابوت کریستین که در هواپیما بود را برای خاکسپاری ببرد. اما هواپیما سقوط کرد و دود سیاه با کمک جسد کریستین خود را به شکل وی درآورد.